# Reza Alipour
Reza Alipour Shenazandifar (persisch رضا علی‌پور شنازندی‌فرد, * 29. April 1994 in Teheran, Iran) ist ein iranischer Sportkletterer, welcher sich auf die Disziplin Speedklettern spezialisiert hat. Zwischenzeitlich hielt er den Weltrekord auf der olympischen 15-Meter-Distanz. Er trägt außerdem den Spitznamen Persian Cheetah (Persischer Gepard).

## Karriere
Reza begann im Jahr 2011 an internationalen Wettbewerben im Speedklettern teilzunehmen, im darauffolgenden Jahr belegte er den zweiten Platz bei der Asien-Jugendmeisterschaft. 2013 gelang es ihm, Vizeasienmeister zu werden, außerdem siegte er bei seiner zweiten Weltcupteilnahme in Haiyang.
Bei der Kletterweltmeisterschaft 2014 in Gijón in Spanien gewann er die Bronzemedaille und 4 Jahre später bei der Kletterweltmeisterschaft in Paris, Frankreich gewann er die Silbermedaille.
Am 29. April 2017 stellte er beim Weltcupsieg in Nanjing, China, mit 5,48 Sekunden einen neuen Weltrekord über die 15 Meter Distanz auf. Dieser wurde am 28. Mai 2021 durch Kiromal Katibin gebrochen. Im Juli desselben Jahres gewann er bei den World Games 2017 in Breslau Gold. Er wurde zum World Games Athleten des Jahres gewählt. Er gewann diese Wahl knapp mit 90.790 zu 90.036 Stimmen gegen die ukrainische Kraftdreikämpferin Larysa Soloviova. Außerdem war er damit der erste iranische Sportler, der jemals eine Goldmedaille bei den World Games gewann.
Bei der Kletterweltmeisterschaft 2018 in Innsbruck in Österreich gewann er die Goldmedaille.
Als Speedklettern sein olympischen Debüt als Einzeldisziplin bei den Olympischen Sommerspielen 2024 in Paris hatte, verlor er das kleine Finale gegen Samuel Watson und belegt somit Platz vier. Reza brauchte 4,88 Sekunden, Watson benötigte aber nur 4,74.

## Erfolge (Auswahl)
- 2011: sechster Platz bei den Jugendasienmeisterschaften (Juniors)
- 2012: Vizejugendasienmeister (Juniors)
- 2013: zweiter Platz bei den Asien-Kontinentalmeisterschaften; Weltcupsieg in Haiyang, China
- 2014: Bronze bei den Weltmeisterschaften in Gijón, Spanien
- 2015: Weltcupsieg in Wujiang, China; zweiter Platz bei den Asien-Kontinentalmeisterschaften
- 2016: Weltcupsieg in Nanjing, China; Vizeweltmeister in Paris
- 2017: Vize-Gesamtweltcupsieger mit zwei Siegen (Nanjing und Villars); Sieg bei den World Games in Breslau, Polen; Sieg bei den Asien-Kontinentalmeisterschaften und der China Open; Aufstellung eines neuen Weltrekordes in Nanjing: 5,48 s.
- 2018: Weltcupsieg in Moskau, Russland, Weltmeister in Innsbruck, Österreich[2]